# Темп (Краснодарский край)
Темп — посёлок в Крыловском районе Краснодарского края.
Входит в состав Октябрьского сельского поселения.

## Население
| 2002 | 2010 |
| ---- | ---- |
| 241  | ↗253 |

## Улицы
- ул. Краснодарская,
- пер. Парковый,
- ул. Степная.